# 통영여자중학교
동영여자중학교(統營女子中學校)는 대한민국 경상남도 통영시 도천동에 있는 공립 중학교이다.

## 학교 연혁
- 1943년 4월 9일 : 개교(통영공립고등여학교)
- 1951년 9월 1일 : 통영여자중.고등학교 분리(통영여자중학교)
- 1983년 2월 26일 : 통영여자중.고등학교 교사 교환
- 2021년 9월 1일 : 제31대 김동옥 교장 취임
- 2023년 2월 10일 : 제74회 졸업식(졸업생 212명, 졸업생 총수 21,228명)

## 참고 자료
- 통영여자중학교 - 한국교육학술정보원 학교알리미